# Roy Meyer
Roy Meyer (Breda, 4 juni 1991) is een Nederlands judoka.
Meyer was Europees jeugdkampioen in 2010 en 2012. In 2016 nam hij deel aan de Olympische Spelen in Rio de Janeiro. Daar strandde de Nederlander op 12 augustus in de herkansingen van de gewichtsklasse boven de 100 kilogram. Meyer verloor met een shido van de Braziliaan Rafael Silva, waardoor hij op de zevende plaats eindigde. Meyer won zijn eerste twee wedstrijden op ippon van de Congolees Deo Gracia Ngokaba en de Zuid-Koreaan Sungmin Kim. In de kwartfinale verloor Meyer met een waza-ari van de Israëliër Or Sasson.
In 2017 veroverde hij zijn eerste Bronze medaille op het EK Judo Senioren in Warschau en 4 jaar later in 2021 won hij WK Brons in de Budokan Arena te Japan door van de toenmalige Wereldkampioen Guram Tushishvilli te winnen. In 2022 won hij weer Brons op het WK Judo. In juli 2025 maakte hij bekend zijn judocarrière te beëindigen.

## Resultaten

### Wereldkampioenschappen
| Jaar | Plaats    | Resultaten   |
| ---- | --------- | ------------ |
| 2019 | Tokio     | zwaargewicht |
| 2021 | Boedapest | zwaargewicht |
| 2023 | Doha      | gemengd team |

### Europese kampioenschappen
| Jaar | Plaats   | Resultaten |
| ---- | -------- | ---------- |
| 2017 | Warschau | +100 kg    |
| 2022 | Sofia    | +100 kg    |

## Trivia
- Meyer nam deel aan het in 2021 uitgezonden realityprogramma Special Forces VIPS.
- In 2022 deed Meyer mee aan het televisieprogramma Voor het blok.
- In 2024 deed Meyer mee aan het televisieprogramma Waku Waku.